# Pétrel de Vanuatu
Pterodroma occulta
Espèce
Le Pétrel de Vanuatu (Pterodroma occulta) est une espèce d'oiseaux de la famille des Procellariidae.

## Répartition
Cette espèce vit dans l'archipel de Vanua Lava et a été trouvé en 1927 sur l'île de Mere Lava et en 1983 en Nouvelle-Galles du Sud.